# Museo del Ejército Polaco
El Museo del Ejército Polaco (en polaco: Muzeum Wojska Polskiego) es un museo situado en Varsovia que documenta los aspectos militares de la historia de Polonia. Creado en 1920, ocupa un ala del edificio del Museo Nacional Polaco y dispone de varias ramas por otras partes del país. Es el segundo mayor museo de Varsovia y contiene la mayor colección de objetos militares de Polonia.

## Historia
El museo fue creado el 22 de abril de 1920 como el Museo del Ejército por decreto del mariscal Józef Piłsudski. Su primer director fue el historiador militar y museólogo Bronisław Gembarzewski, quien también dirigió entre 1916 y 1936 el Museo Nacional de Varsovia.
El museo se expandió en 1993 con la incorporación del Museo de Katyn y del Museo de Tecnología Militar Polaca en el IX fuerte de la fortaleza de Varsovia.

## Colecciones

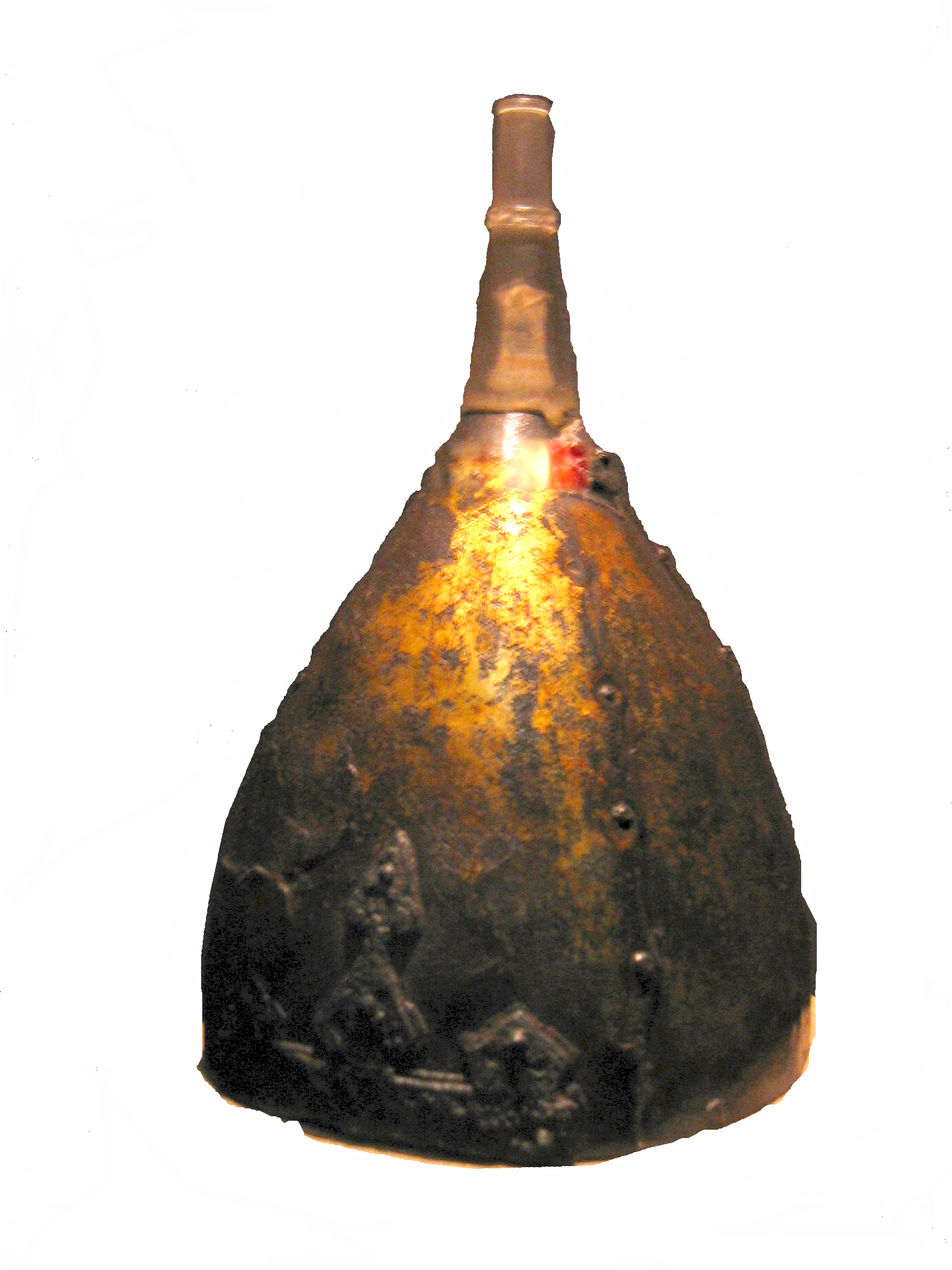
Yelmo polaco (szłom) del

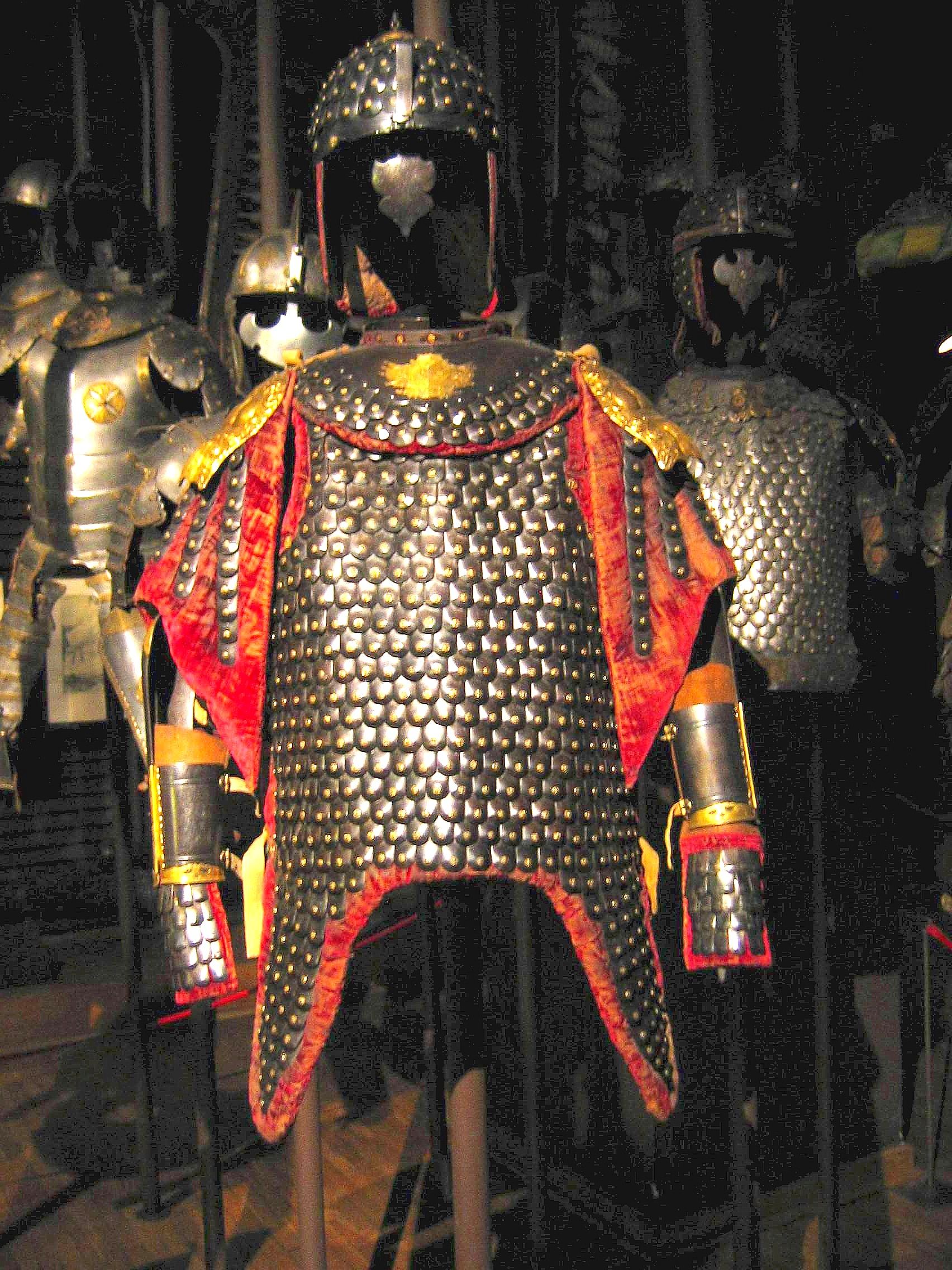
Armadura (karacena) del

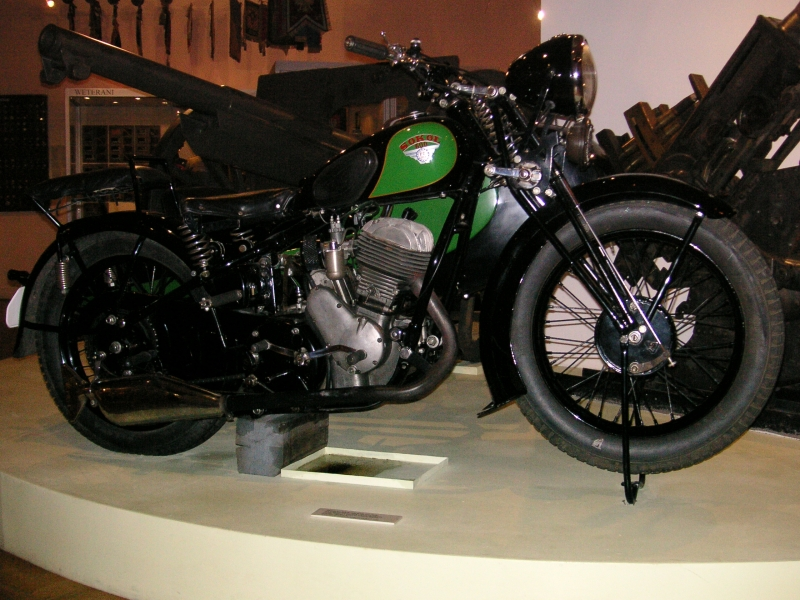
Motocicleta Sokół 600

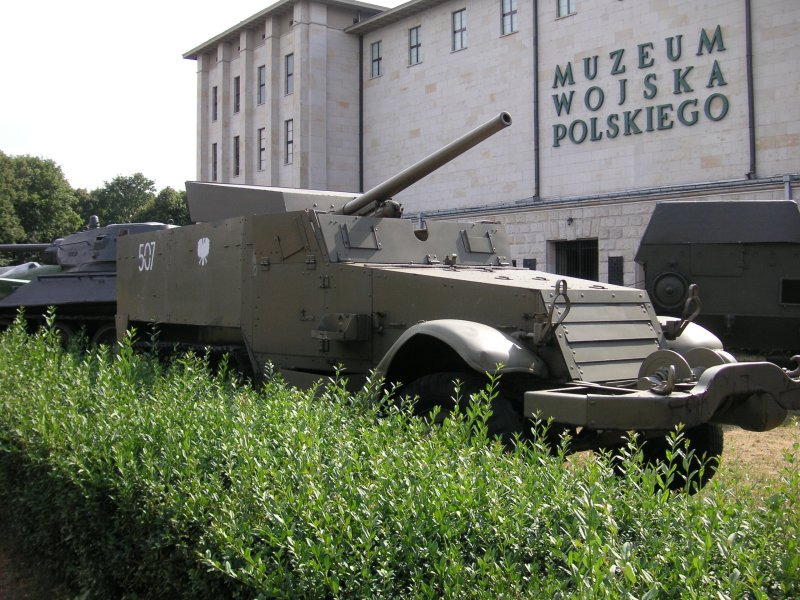
Semioruga M3 en frente del museo

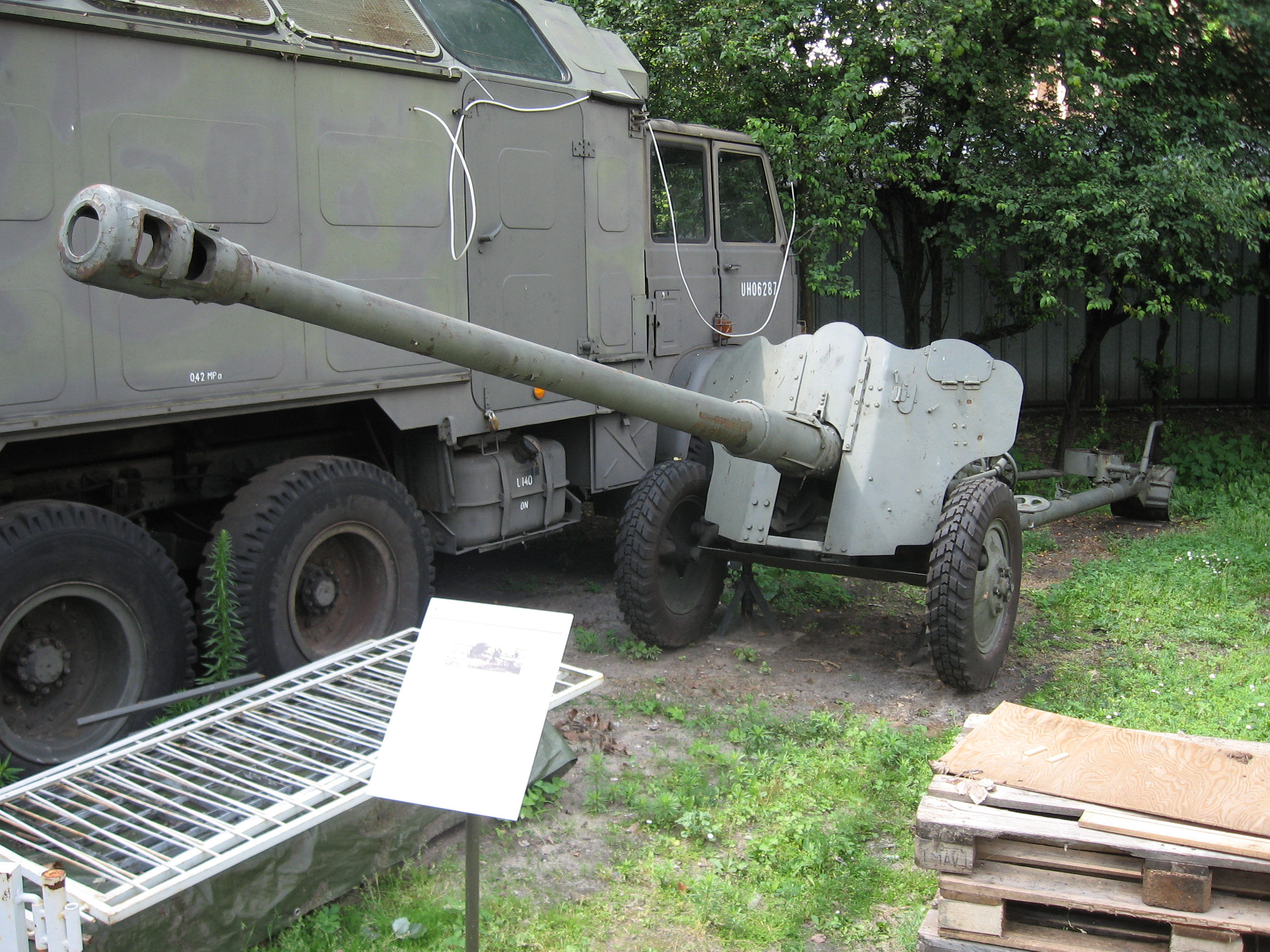
Cañón de campo D-44

La explanada del museo alberga varias docenas de vehículos blindados, piezas de artillería y aviones, una mezcla ecléctica de equipos soviéticos, occidentales y polacos, en su mayoría de la época de la Segunda Guerra Mundial.
Las galerías interiores se centran en la historia militar de Polonia desde el siglo x, especialmente en la época comprendida entre la mayor grandeza militar de Polonia en el siglo xvii y el posterior declive en el siglo xviii. Varias salas están dedicadas a la participación polaca en las Guerras Napoleónicas, y a los alzamientos nacionales de 1830-31 y 1863. De lejos la mayor parte del espacio de exposición está dedicado al siglo xviii, sobre todo a la Segunda Guerra Mundial. Entre los objetos más destacados de la colección del museo se encuentra un rarísimo yelmo dorado del siglo x, que pudo haber pertenecido a un jefe tribal polaco, y una colección de armaduras de húsares.
También hay una exposición permanente de armas y armaduras orientales, pertenecientes a la propia colección del museo, que incluye objetos procedentes del Imperio Otomano, el Kanato de Crimea, Mongolia y Japón. El armamento pesado está expuesto en el parque adyacente y en el fuerte Czerniakowski (en el Museo de Tecnología Militar Polaca). El parque que rodea al museo alberga una exposición al aire libre de equipo militar pesado (tanques, artillería, aviones y detección y difusión de minas). El Fuerte alberga también el Museo de las Víctimas de Katyń, una filial del Museo del Ejército Polaco.
La gestión del museo se encuentra a cargo de las Fuerzas Armadas de Polonia. Este modelo tiene la ventaja de darle un acceso ilimitado a excedentes militares, pero no está exento de desventajas, como la falta de una tienda de libros y artículos de regalo, ya que, por ley, las instalaciones militares polacas no pueden vender bienes al público general.[cita requerida]

## Galería

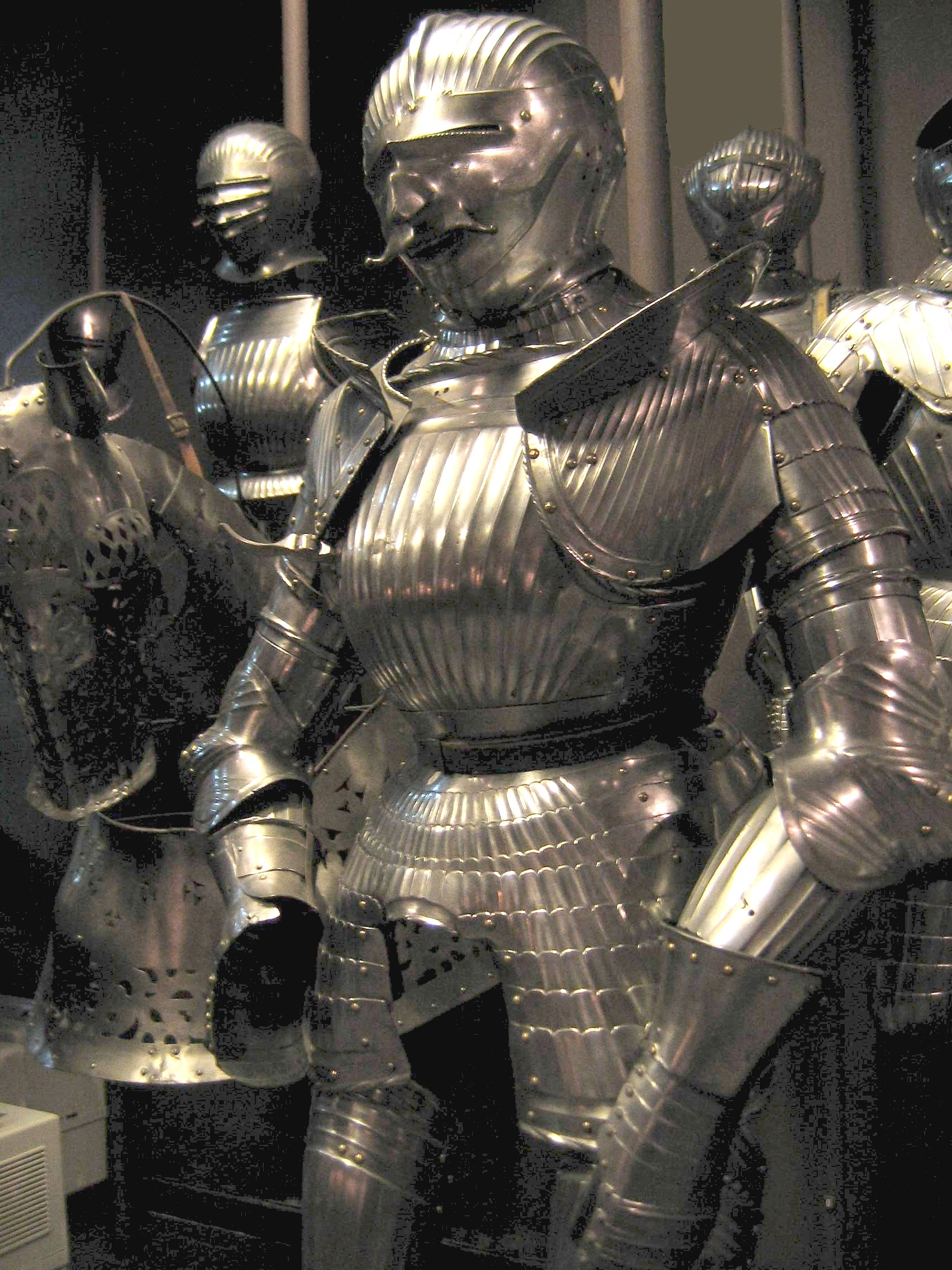
Armadura de placas de Polonia (c. 1514)
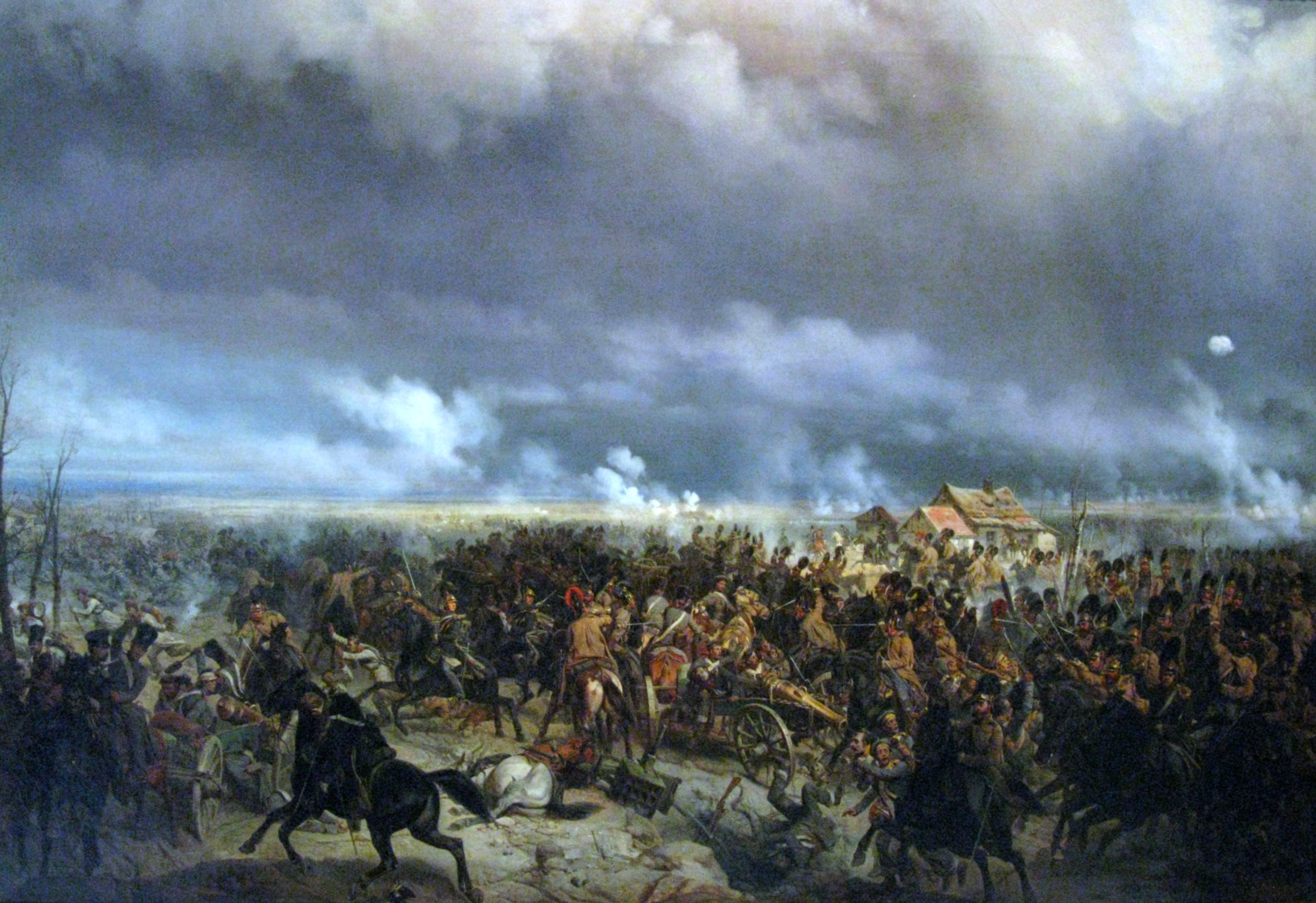
Batalla de Grochów (1831)
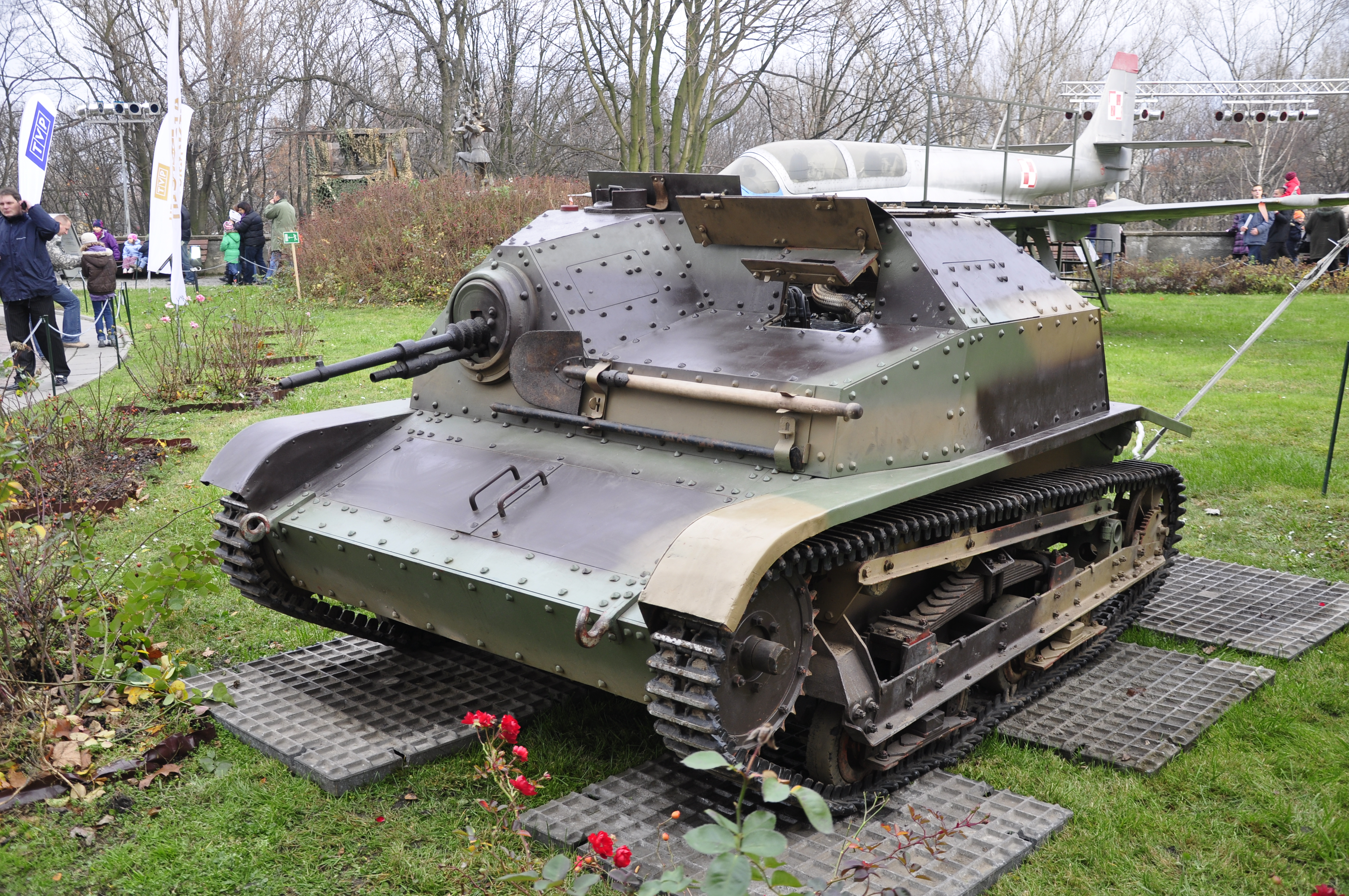
Tanqueta polaca TKS de la Segunda Guerra Mundial.
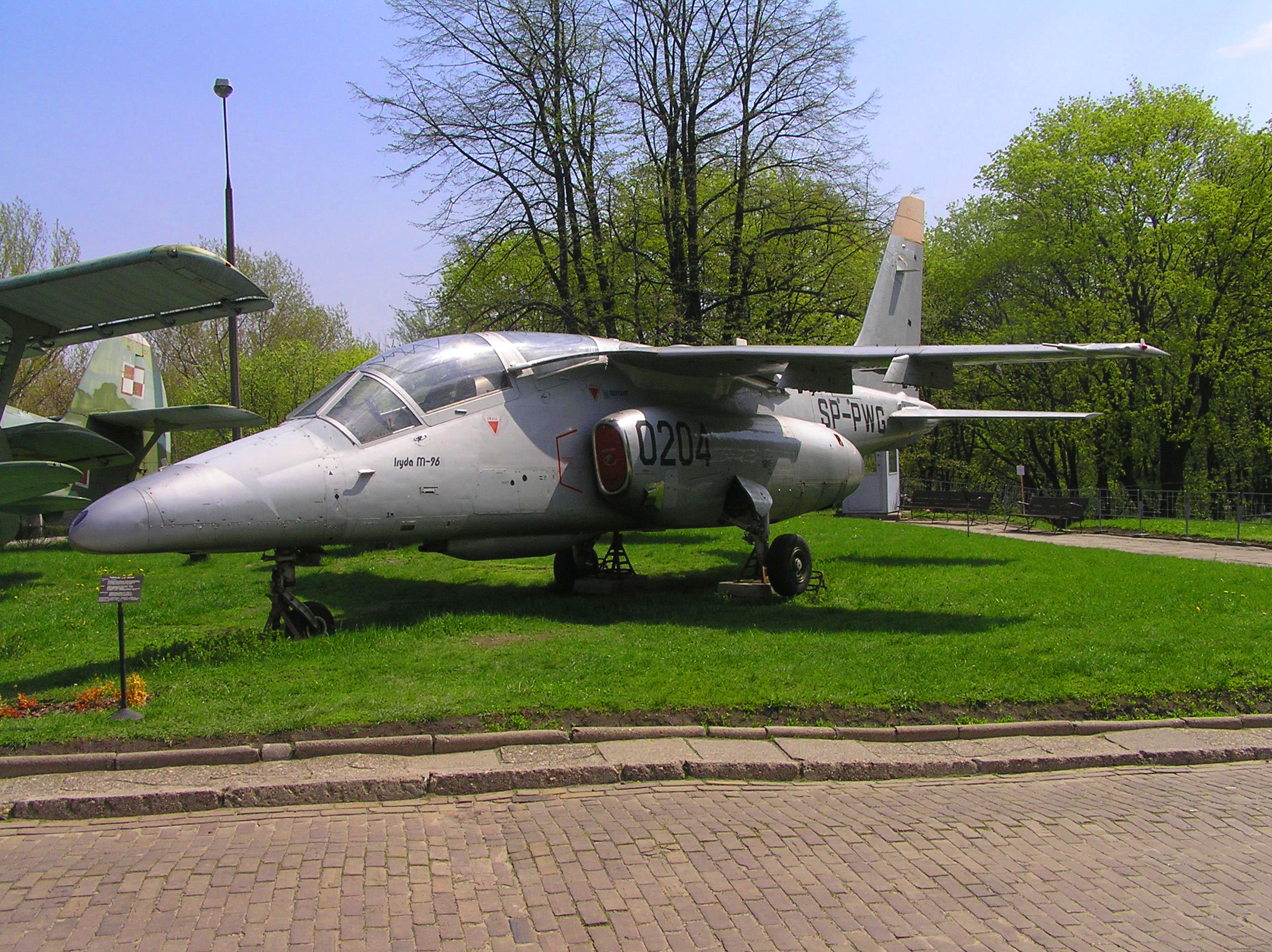
Avión jet ligero de entrenamiento PZL I-22 Iryda
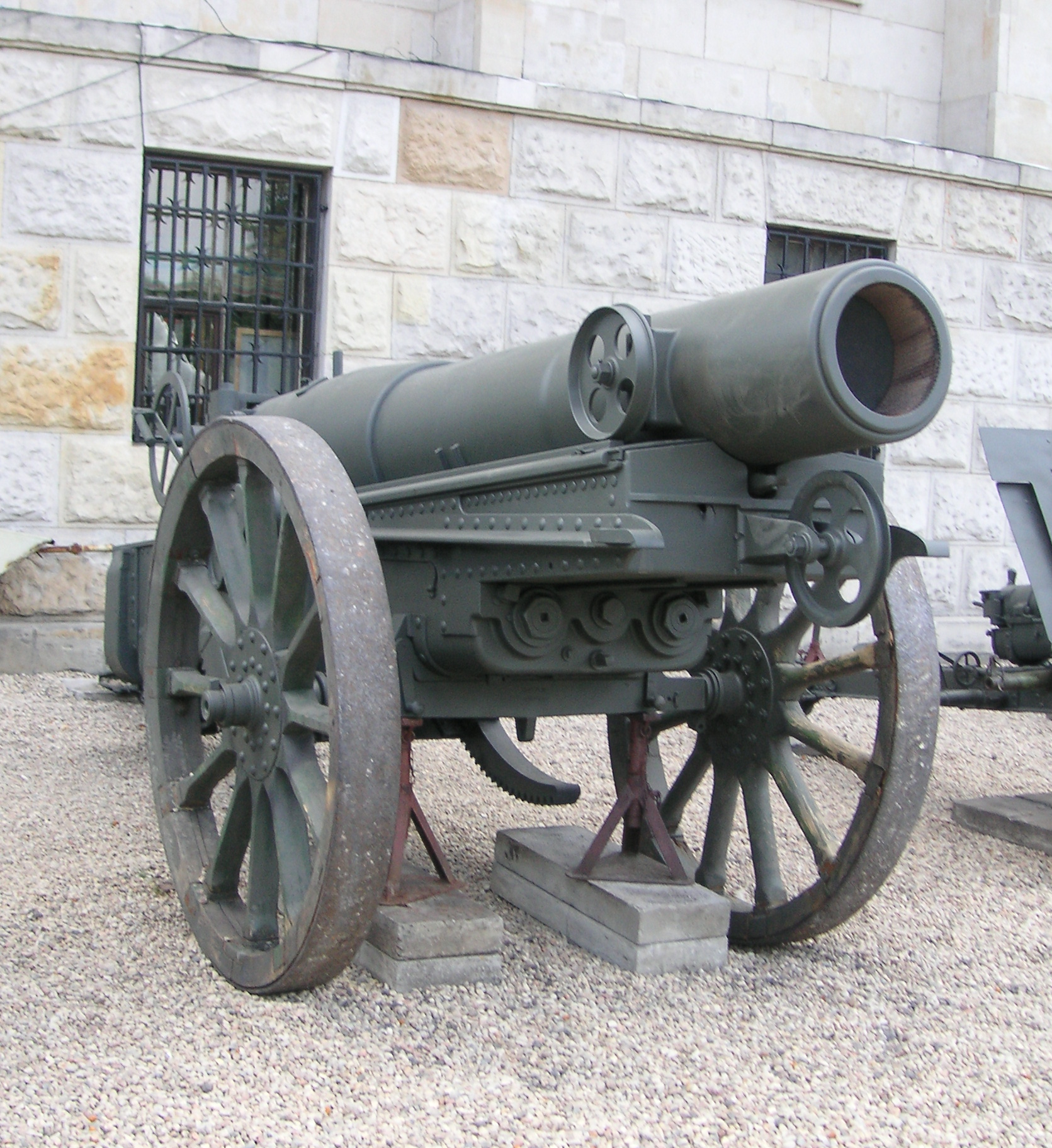
Mortero francés de 280 mm modelo 1914 Schneider de la Primera Guerra Mundial